# Kobe Shimbun
Kobe Shimbun (神戸新聞, Kōbe Shinbun) é um jornal diário em formato standard publicado em Kobe e nas regiões vizinhas por Kobe Shimbun Co., Ltd (株式会社神戸新聞社, Kabushiki-gaisha Kōbe Shinbunsha). O grupo Kobe Shimbun também publica os jornais Daily Sports.